# Michalská brána
Michalská brána je bývalá brána bratislavského městského opevnění nacházející se na Starém Městě. Je též jediným zbytkem tohoto původního opevnění.

## Historie
Svoje jméno dostala po kostelu sv. Michala, který stával nedaleko na předměstí. Postavena byla koncem 14. století. V minulosti měla padací most, padací mříž a silná dřevěná vrata. Horní osmiboká část věže byla postavena v letech 1511–1517. Na konci 16. století měla střecha měděnou cibuli. Dnešní podobu získala roku 1758.
Městské muzeum zde zřídilo expozici historických zbraní.
Z ochozu je pěkný výhled na Bratislavský hrad a Staré město.